# Элиас (имя)
Эли́ас (нем. Elias) — мужское имя, реже фамилия. Латинизация греческого имени Ηλίας (Илиас) и еврейского אֵלִיָּהוּ (Элийя́), которое означает «Бог мой Яхве».
Элиас было очень редким именем в Германии. В 2000-х годах оно вошло в моду. Встречается часто среди мальчиков в современной Бельгии, преимущественно во Фландрии.